# Метти, Расселл
Расселл Метти (англ. Russell Metty; 2 сентября 1906 или 20 сентября 1906, Лос-Анджелес, Калифорния — 28 апреля 1978, Канога-Парк, Калифорния) — американский кинооператор.

## Биография
Расселл Метти родился 20 сентября 1906 года в Лос-Анджелесе. В 1925 году начал работать ассистентом в Standard Film Laboratory. Свой первый фильм снял в 1934 году. Был дважды женат, от этих браков осталось трое детей. Был членом Американского общества кинооператоров. Скончался 28 апреля 1978 года.

## Награды и номинации
- 1959 — англ. Laurel Awards в категории «Лучшая операторская работа в цвете» за фильм «Имитация жизни» — номинация.
- 1961 — «Оскар» в категории «Лучшая операторская работа в цвете» за фильм «Спартак» — награда.
- 1962 — «Оскар» в категории «Лучшая операторская работа в цвете» за фильм «Песня цветочного барабана»[англ.] — номинация.
- 1971 — Прайм-тайм премия «Эмми» в категории «Лучшая операторская работа» за фильм «Племена»[англ.] — номинация.

## Избранная фильмография
За 43 года в кинематографе Расселл Метти снял 167 фильмов и сериалов.
- 1938 — Воспитание крошки / Bringing Up Baby
- 1938 — Гостиничное обслуживание[англ.] / Room Service
- 1940 — Ирэн[англ.] / Irene
- 1940 — Танцуй, девочка, танцуй[англ.] / Dance, Girl, Dance
- 1942 — Большая улица[англ.] / The Big Street
- 1942 — Жанна Парижская / Joan of Paris
- 1943 — Небо — это граница[англ.] / The Sky’s the Limit
- 1943 — Нежный товарищ / Tender Comrade
- 1943 — Вечность и один день / Forever and a Day
- 1943 — Дети Гитлера[англ.] / Hitler’s Children
- 1943 — Позади восходящего солнца[англ.] / Behind the Rising Sun
- 1944 — Музыка в Манхэттене[англ.] / Music in Manhattan
- 1945 — История рядового Джо / The Story of G.I. Joe
- 1946 — Полустанок / Whistle Stop
- 1946 — Чужестранец / The Stranger
- 1947 — Плющ[англ.] / Ivy
- 1947 — Личные дела милого друга[англ.] / The Private Affairs of Bel Ami
- 1947 — Розовая лошадь / Ride the Pink Horse
- 1948 — Триумфальная арка / Arch of Triumph
- 1948 — Все мои сыновья / All My Sons
- 1948 — Поцелуями сотри кровь с моих рук / Kiss the Blood off My Hands
- 1949 — Мы были чужими / We Were Strangers
- 1949 — Леди играет в азартные игры / The Lady Gambles
- 1950 — Ястреб пустыни[англ.] / The Desert Hawk
- 1950 — Дочь пирата / Buccaneer’s Girl
- 1951 — Бурный прилив / The Raging Tide
- 1952 — Весь мир в его объятиях / The World in His Arms
- 1952 — Из-за тебя / Because of You
- 1952 — Против всех врагов / Against All Flags
- 1953 — Перекати-поле[англ.] / Tumbleweed
- 1953 — Человек из Аламо / The Man from the Alamo
- 1954 — Очевидное алиби / Naked Alibi
- 1954 — Великолепная одержимость[англ.] / Magnificent Obsession
- 1955 — Культ кобры[англ.] / Cult of the Cobra
- 1955 — Человек без звезды[англ.] / Man Without a Star
- 1955 — Всё, что дозволено небесами / All That Heaven Allows
- 1955 — Побег / Crashout
- 1956 — Всегда есть завтра[англ.] / There’s Always Tomorrow
- 1956 — Слова, написанные на ветру / Written on the Wind
- 1957 — Боевой гимн[англ.] / Battle Hymn
- 1957 — Человек боится / Man Afraid
- 1957 — Мистер Кори / Mister Cory
- 1957 — Человек с тысячей лиц[англ.] / Man of a Thousand Faces
- 1958 — Печать зла / Touch of Evil
- 1958 — Это случилось в полночь / The Midnight Story
- 1958 — Время любить и время умирать / A Time to Love and a Time to Die
- 1958 — Нечто, которое не могло умереть / The Thing That Couldn't Die
- 1958 — Монстр в университетском городке[англ.] / Monster on the Campus
- 1958 — Самка / The Female Animal
- 1958 — В шаге от ужаса / Step Down to Terror
- 1959 — Это моя Земля[англ.] / This Earth Is Mine
- 1959 — Имитация жизни / Imitation of Life
- 1960 — Полуночное кружево[англ.] / Midnight Lace
- 1960 — Портрет в чёрных тонах[англ.] / Portrait in Black
- 1960 — Спартак / Spartacus
- 1961 — Песня цветочного барабана[англ.] / Flower Drum Song
- 1961 — Неприкаянные / The Misfits
- 1962 — Этот мех норки[англ.] / That Touch of Mink
- 1963 — Капитан Ньюмен, доктор медицины / Captain Newman, M.D.
- 1963 — Доведённый до ручки[англ.] / The Thrill of It All
- 1965 — Властелин войны[англ.] / The War Lord
- 1965 — Искусство любви[англ.] / The Art of Love
- 1966 — Аппалуза[англ.] / The Appaloosa
- 1966 — Мадам Икс[англ.] / Madame X
- 1966 — Техас за рекой / Texas Across the River
- 1967 — Весьма современная Милли[англ.] / Thoroughly Modern Millie
- 1967 — Тяжёлая ночь в Джерико[англ.] / Rough Night in Jericho
- 1968 — Мадиган[англ.] / Madigan
- 1968 — Тайная война Гарри Фригга[англ.] / The Secret War of Harry Frigg
- 1969 — Смена привычки / Change of Habit
- 1971 — Человек Омега / The Omega Man
- 1971 — Убийство по книге / Murder by the Book
- 1971 — Коломбо / Columbo (5 эпизодов)
- 1972—1975 — Уолтоны / The Waltons (57 эпизодов)
- 1972 — Бен[англ.] / Ben
- 1974 — Вот это развлечение! / That’s Entertainment!